# Carmelo
Carmelo is een stad in Uruguay gelegen in het departement Colonia. De stad telt 16.628 inwoners (2004).
Carmelo is gesticht op 12 februari 1816 door José Gervasio Artigas, een feit waar de inwoners trots op zijn, aangezien Artigas de nationale held van Uruguay is en Carmelo de enige stad is die hij stichtte.
Vanuit de haven van Carmelo vertrekken er dagelijks veerboten naar de Argentijnse stad Tigre.

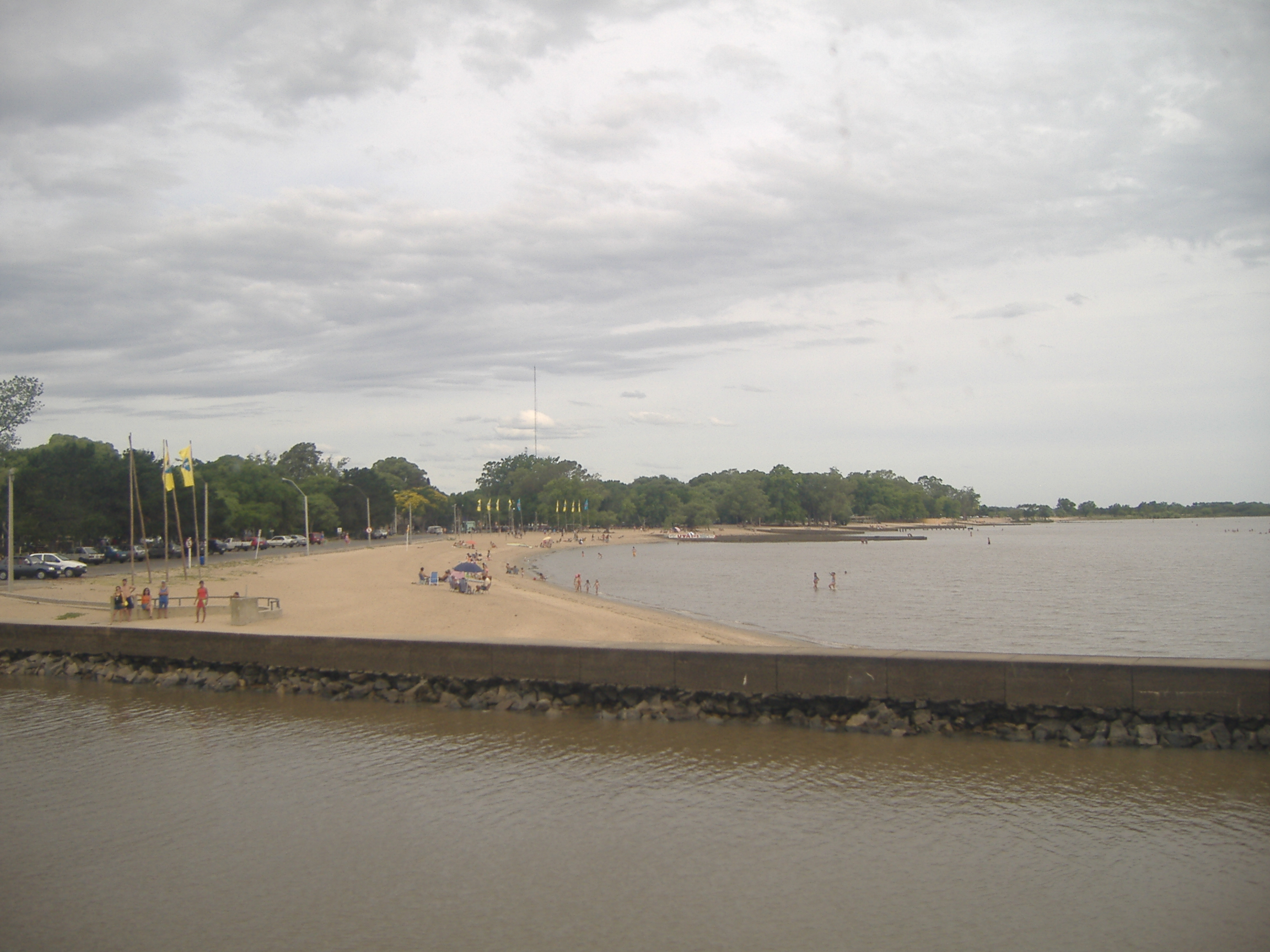
Strand op Carmelo